# Henry Méndez

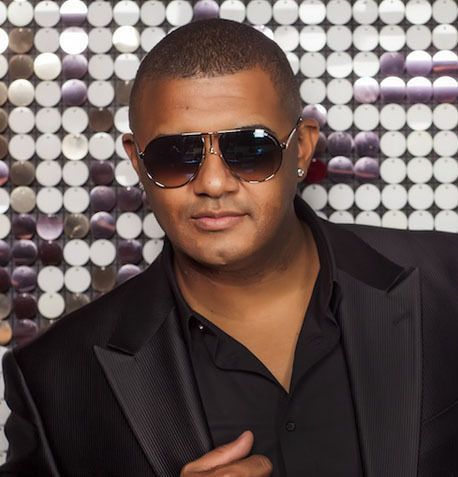
Henry Méndez

Henry Mendez (volledige naam: Henry Antonio Méndez Reynoso) is een zanger uit de Dominicaanse Republiek.
Mendez, die een mix brengt van House, Dance, Reggaeton en Latin richtte in 2002 zijn eigen platenlabel Latino Way. Hij raakte snel bekend in Spanje. Hier kon hij een contract tekenen bij Sony BMG.
In 2011 brak hij internationaal door. Samen met José de Rico maakte hij het nummer Rayos de Sol. Dit werd de derde best verkochte single in Spanje in 2012. Ook in Frankrijk, Oostenrijk, Vlaanderen, Wallonië, Duitsland en Zwitserland stond het nummer in de hitlijsten. In 2013 had hij solo opnieuw een hit met Mi Reina.

## Discografie
| Single met hitnotering(en) in de Vlaamse Ultratop 50 | Datum van verschijnen | Datum van binnenkomst | Hoogste positie | Aantal weken | Opmerkingen      |
| ---------------------------------------------------- | --------------------- | --------------------- | --------------- | ------------ | ---------------- |
| Rayos de Sol                                         | 2011                  | 18-08-2012            | 10              | 10           | met José de Rico |
| Mi Reina                                             | 2013                  | 15-06-2013            | 7               | *13          |                  |